# Mark Johnston-Allen
Mark Johnston-Allen (* 28. Dezember 1968) ist ein englischer Snookerspieler aus Bristol. Von 1988 bis 2001 spielte er insgesamt 10 Jahre als Spieler auf der Profitour.

## Karriere

### Einstieg in den Profisnooker
Mark Johnston-Allen lernte Snooker von seinem Vater, der regelmäßig mit einem Freund spielen ging. Bereits mit 15 Jahren versuchte Mark Johnston-Allen erstmals, auf die Profitour zu kommen, aber seine Teilnahme an der WPBSA Pro Ticket Series verlief weitgehend erfolglos. Bei den Pontins Autumn Open in Wales, einem Turnier mit Profibeteiligung, erreichte er im Jahr darauf das Finale. 1986 kam er in der Pro Ticket Series einmal ins Viertel- und einmal ins Halbfinale und 1987 stand er schließlich im Finale des vierten Turniers, das er mit 4:5 gegen Nick Terry verlor.
Mit 19 Jahren gelang ihm die Qualifikation für die Profisaison 1988/89 und bereits beim International Open besiegte er unter anderem Dave Gilbert und erreichte die Runde der Letzten 64. Das wiederholte er beim Grand Prix. Bei den European Open besiegte er mit Steve James einen Top-32-Spieler und verlor in der Runde der Letzten 32 nur knapp 4:5 gegen Jim Wych. Und bei den British Open schlug er den Weltranglistenfünften Terry Griffiths und erreichte sein erstes Achtelfinale. Auch sonst kam er bei allen Turnieren mindestens in Runde 2 und stand so nach einem Jahr bereits auf Platz 52 der Weltrangliste. Das zweite Jahr begann er aber mit einer Auftaktniederlage und konnte im Weiteren die Ergebnisse im Debütjahr nicht bestätigen. Die Runde der Letzten 32 beim International Open mit einem 5:1-Sieg über Alex Higgins war der einzige Höhepunkt. Bei der Weltmeisterschaft kam er immerhin in Runde 3, verpasste dann aber mit 7:10 gegen Peter Francisco den Einzug in das Hauptturnier im Crucible Theatre. In der Saison 1990/91 setzten sich die mäßigen Ergebnisse fort. Die große Ausnahme waren die European Open: Reihenweise schlug er Topspieler wie John Virgo und Cliff Thorburn und im Achtelfinale besiegte er den Weltranglistenersten Stephen Hendry mit 5:0. Im Finale gegen Tony Jones drehte er einen 4:5-Rückstand in eine 7:5-Führung, dann verpasste er aber den Überraschungssieg, verlor die folgenden Frames und das Match mit 7:9. In der Saisonbilanz stagnierte er auf Platz 52.

### Zwei Turnierfinale und Kampf um die Top-32-Platzierung
Im vierten Profijahr gab es erneut viele frühe Niederlagen, bei den British Open erreichte er aber immerhin das Achtelfinale. Bei den folgenden European traf er in dieser Runde wieder auf Hendry und besiegte ihn erneut, diesmal mit 5:2. Im Halbfinale ließ er mit John Parrott mit 6:2 einen weiteren Topspieler hinter sich. Der Weltranglistendritte Jimmy White stand dann bei seinem zweiten Anlauf dem Turniersieg im Weg, Johnston-Allen verlor mit 3:9. Zum Saisonschluss blieb nur noch die Weltmeisterschaft und da besiegte er in Runde 3 den Waliser Steve Newbury mit 10:2 und zog erstmals ins Hauptturnier ein. Im Crucible unterlag er im Auftaktmatch gegen Tony Knowles mit 4:10. Es blieb sein einziger Auftritt in einer WM-Endrunde. Durch die Leistung in den letzten Turnieren machte er einen Sprung unter die Top 32 der Welt. Die Saison 1992/93 begann mit einem Achtelfinale beim Grand Prix und ansonsten einem eher durchwachsenen Verlauf. Bei der Strachan Challenge, einer Serie von Minor-Turnieren mit reduzierter Punktzahl für die Rangliste kam er bei einem Turnier ein weiteres Mal ins Achtelfinale. Bei seinem erfolgreichsten Turnier, den European Open, erreichte er zum dritten Mal in Folge das Viertelfinale, schied dann aber gegen Mick Price aus. Den Crucible-Einzug bei der WM verpasste er im entscheidenden Spiel gegen Ronnie O’Sullivan. Platz 31 in der Weltrangliste konnte er aber trotzdem verteidigen.
Es folgte eine völlig enttäuschende Saison. Bei 9 Ranglistenturnieren konnte er nur ein einziges Spiel gewinnen und zum dritten Mal scheiterte er in der letzten Runde vor dem Einzug in die WM-Endrunde. Zu Beginn der Saison 1994/95 setzten sich die Auftaktniederlagen fort, bevor es langsam besser wurde. Beim International Open schlug er schließlich erneut Stephen Hendry, der ihn in seiner ganzen Profikarriere nicht schlagen konnte. Mit 5:1 gegen Mark Williams und 5:2 gegen O’Sullivan zog er ins Viertelfinale ein, wo Jimmy White mit 5:0 für klare Verhältnisse sorgte. Bei den folgenden Thailand Open konnte sich Johnston-Allen aber mit 5:4 in der Runde der Letzten 32 revanchieren. Mit Siegen über David Roe und Darren Morgan erreichte er das Halbfinale, wo er Lokalmatador James Wattana unterlag. Im Jahr darauf schlug er zu Saisonbeginn beim Thailand Classic erneut Ronnie O’Sullivan, der inzwischen auf Platz 3 der Weltrangliste aufgestiegen war, und erreichte das Achtelfinale. Vielen frühen Niederlagen folgte ein weiteres Achtelfinale bei den British Open, wo er unter anderem den Weltranglistenzweiten Steve Davis schlug. Erneut verpasste er aber die Rückkehr unter die Top 32 und stagnierte stattdessen auf Platz 44.

### Abstieg und Nachkarriere
Es folgte ein entscheidendes Jahr, weil 1997 eine Teilnehmerbegrenzung für die Profiturniere eingeführt werden sollte und sich nur die Top 64 automatisch für die neue Main Tour qualifizierten. Ausgerechnet in der  Saison 1996/97 hatte der Engländer aber einen erneuten Leistungseinbruch. 10 Profiturniere gab es und nur zweimal erreichte er die 2. Runde. Er stürzte ab auf Platz 70 und schaffte auch über die WPBSA Qualifying School nicht die Main-Tour-Qualifikation. Einmal erreichte er dort das Entscheidungsspiel, verlor es aber mit 0:5 gegen Quinten Hann. Damit musste er 1997/98 in der zweitklassigen UK Tour antreten. Ein Achtelfinale bei einem der UK-Tour-Turniere war seine einzige Ausbeute. Immerhin genügte seine Platzierung, um unter erneut geänderten Qualifizierungsregeln ab 1998 wieder an den großen Turnieren teilnehmen zu können. Beim Grand Prix gelang ihm mit dem Einzug ins Hauptturnier ein Achtungserfolg, aber sonst schied er immer in den Qualifikationsrunden aus. Damit fiel er auch aus den Top 128 und verlor endgültig seinen Main-Tour-Status. 2000 spielte er noch einmal bei Weltmeisterschaft in der Amateurqualifikation, dann beendete er mit 31 Jahren seine Snookerkarriere.
Später wurde Mark Johnston-Allen auch Snookerkommentator für den Sender Sky und trat bei Turnieren als Präsentator („Master of Ceremonies“) auf.

## Erfolge
Ranglistenturniere:
- Finale: European Open (1991, 1992)
- Halbfinale: Thailand Open (1995)
- Viertelfinale: European Open (1993), International Open (1995)

Qualifikationsturniere:
- Finale: WPBSA Pro Ticket Series (1987, Event 4), WPBSA Qualifying School (1997, Event 3)
- Halbfinale: WPBSA Pro Ticket Series (1986, Event 1)